# ネクタイを締めた百姓一揆
『ネクタイを締めた百姓一揆』（ネクタイをしめたひゃくしょういっき）は、2020年公開の日本映画。

## 概要
東北新幹線に請願駅として建設された新花巻駅（岩手県花巻市）設置の史実を基に、1971年の日本国有鉄道（当時）が発表した東北新幹線基本計画からの駅設置に向けた歩みを描いた劇映画である。脚本・監督を務めた河野ジベ太は大学在学中より独学で映画制作に取り組み、映像制作会社勤務後帰郷し、岩手県で農業設備・資材の卸売、栽培技術指導の会社を営む傍らで映画制作に携わってきた人物で、その他のスタッフも花巻市を中心とした岩手県在住の映画製作初経験の素人がスタッフとキャストを兼ねる形で参加し、製作された。
2017年5月28日に花巻市文化会館大ホールで初上映。その後、2018年門真国際映画祭最優秀脚本賞、2018年賢島映画祭特別賞を受賞。2020年3月以降岩手県内での先行上映を経て、同年11月にはアップリンク渋谷にて公開された。

## あらすじ
この項の出典：
日本国有鉄道は、東海道新幹線開通の成功をうけ、新たな新幹線路線として「東北新幹線」の計画を策定し、1971年（昭和46年）に基本工事計画を発表する。岩手県内での停車駅候補には盛岡駅・一ノ関駅ともう1駅、花巻・北上・水沢のいずれかが加わることが見込まれ、花巻市民の期待も大きかったが、最終的に決定したのは北上。しかも花巻市内は市中心部から外れた矢沢地区を通過するという。
花巻市の将来のため、なんとしても花巻に新幹線を止めるべく、市民有志が「東北新幹線問題対策花巻市民会議」を発足させ、駅設置に向けて奔走する。岩手県知事に掛け合い、果ては国鉄本社に乗り込んで直談判に及ぶが、にべもなく追い返されてしまう。それでも駅設置に向けて奮闘するが、地権者との軋轢、第一次オイルショック、国鉄労働組合を中心としたスト権ストに国鉄離れと、時代の流れに翻弄される。その間も花巻の住民の声は国鉄に送り続けられ、東北新幹線開業から3年後の1985年（昭和60年）、「新花巻駅」として悲願が達成される。

## 登場人物
- ジンノスケ（東北新幹線問題対策花巻市民会議議長） - 金野佳博
- まるかん（同 副議長） - 千田秀幸
- セイザンボウ（同 総務委員長） - 城戸直行
- フジショウ（同 副議長） - 藤原俊春
- タニカワ（同 渉外委員長） - 小原良猛
- タダセイコウ（花巻市議会議員） - 堀切和重
- カンノ（市民会議メンバー） - 中村真澄
- マンノスケ（花巻市長） - 高橋広朗
- イトウ議長（花巻市議会議長） - 山下正彦
- 市役所若手職員 - 穂坂栄一、高橋哲郎
- 旧市長 - 熊谷義昭
- スギヤマ（矢沢地区地権者会会長） - 佐藤正明
- タカハシ（国鉄理事） - 東海林浩英
- ソガワ（花巻駅駅員） - 小野智明
- チダ知事（岩手県知事） - 小岩悟
- タナカ総理 - 高橋茂
- ヤソジマ委員会 - 田中正樹、河野ジベ太

## スタッフ
- 監督：河野ジベ太
- 脚本：河野ジベ太
- 音楽：Saturday Player Meeting
- 製作：「ネクタイを締めた百姓一揆」映画製作実行委員会
- 企画：高橋修
- プロデューサー：小原良猛
- 影のプロデューサー：藤本小雪
- 共同プロデューサー：穂坂栄一、堀切和重、中村美紀、高橋省子、河野日登美、小岩悟、千田秀幸、高橋哲郎
- 制作：堀切和重、中村美紀、瀬川葉子、藤本小雪、穂坂栄一、小原良猛、佐藤咲、ほか
- 撮影：河野ジベ太、山田芳博、豊岡広伸
- 空撮：佐々木崇
- 特機：山田芳博
- 照明：高橋広朗、高橋哲郎、穂坂栄一、柏葉孝真、林篤志、藤本勝博、ほか
- 美術：村上博子、藤原俊春、千田秀幸、ほか
- 録音：小岩悟、遠藤隆、佐々木崇、菅原季咲良、中村真澄、松本康裕、北村瑠里子、ほか
- 編集：河野ジベ太
- 助監督：村上博子、高橋洋、千田秀幸、藤原俊春、ほか
- メイク：高橋省子、河野日登美、佐野裕美、松本美佐枝、ほか
- ラインプロデューサー：小原良猛
- 制作協力：North UP riverside apartment
- 配給：アルミード